# Тушнолобов, Геннадий Петрович
Генна́дий Петро́вич Тушноло́бов (род. 11 октября 1953, пос. Азанка, Верхне-Тавдинский район, Свердловская область) — российский государственный деятель, в 2013—2016 годах председатель правительства Пермского края.

## Биография
Окончил Свердловский горный институт в 1980 году, инженер-строитель.
Работал электромонтёром на Березниковском титано-магниевом комбинате. Затем на различных должностях в тресте «Союзкалий» и «Сильвините».
Избирался народным депутатом РСФСР (1990—1993), был председателем соликамского горисполкома в 1989—1990 годах.
В 1992—1997 годах глава администрации г. Соликамска.
В марте 1997 года — первый заместитель губернатора Пермской области, председатель комитета по управлению имуществом Пермской области.
Депутат Законодательного собрания Пермской области (1994—1996, 2001—2006), Пермского края (с 2006).
Заместитель Генерального директора ОАО «Лукойл-Пермь».
В 2000 году претендовал на пост главы Перми и на всенародных выборах во втором туре незначительно уступил Аркадию Каменеву.
Осенью 2010 года Тушнолобов значился в списке кандидатов на пост губернатора края, предложенном тогда президенту России Дмитрию Медведеву «Единой Россией». Глава государства внёс в ЗС кандидатуру действовавшего губернатора Олега Чиркунова, и Тушнолобов сам голосовал за утверждение «соперника».